# Eremiaphila
Eremiaphila es un género de unas sesenta y ocho especies de mantis (Mantodea) de la familia Eremiaphilidae .

## Especies
| - E. ammonita - E. andresi - E. anubis - E. arabica - E. aristidis - E. audouini - E. barbara - E. berndstiewi - E. bifasciata - E. bovei - E. brauen - E. brevipennis - E. brunneri - E. cairina - E. cerisy - E. collenettei - E. cordofan - E. cycloptera - E. dentata - E. denticollis - E. foureaui - E. fraseri | - E. genei - E. gigas - E. hebraica - E. hedenborgii - E. heluanensis - E. hralili - E. irridipennis - E. khamsin - E. kheych - E. klunzingeri - E. laeviceps - E. lefebvrii - E. luxor - E. maculipennis - E. monodi - E. moreli - E. murati - E. mzabi - E. nilotica - E. nova - E. numida - E. persica | - E. petiti - E. pierrei - E. pyramidum - E. rectangulata - E. reticulata - E. rohlfsi - E. rotundipennis - E. rufipennis - E. rufula - E. savignyi - E. somalica - E. spinulosa - E. tuberculifera - E. turica - E. typhon - E. uvarovi - E. voltaensis - E. werneri - E. wettsteini - E. yemenita - E. zetterstedti - E. zolotarevskyi |